# Cossé-en-Champagne
Cossé-en-Champagne è un comune francese di 346 abitanti situato nel dipartimento della Mayenne nella regione dei Paesi della Loira.

## Società

### Evoluzione demografica
Abitanti censiti